# Woodland (камуфляж)
Вудленд (англ. Woodland, дослівно — лісиста місцевість) — деформаційний військовий камуфляж, який використовувався Збройним силам Сполучених Штатів в якості стандартного камуфляжу для нового бойового однострою (BDU) в період з 1981 року до його заміни в другій половині 2000-х років. Був збільшеним і дещо зміненим варіантом камуфляжу ERDL, що використовувався Збройними силами США з часів війни у В'єтнамі — чотириколірний висококонтрастний візерунок із нерегулярними плямами зеленого, коричневого, пісочного та чорного кольорів. Він також відомий неофіційно під назвою «M81» (модель 1981 року), хоча цей термін офіційно не використовувався американськими військовими.
Попри те, що камуфляж Вудленд вже давно не використовується основними підрозділами Збройних Сил США, він все ще використовується на певному обмеженому рівні для одностроїв деяких підрозділів, такої як костюми, спорядження та жилети MOPP, тоді як деякі покращені однострої (як армійські, так і комерційні) з камуфляжем Woodland носили такі підрозділи, як Командування спеціальних операцій Корпусу морської піхоти США та Морські бджоли ВМС США.

## Історія
Візерунок Woodland майже ідентичний візерунку свого попередника — темної колірної версії «Highland» американського камуфляжу ERDL, що широко використовувався під час війни у В'єтнамі й відрізняється головним чином тим, що його кольорові плями були виконані в більшому розмірі, ніж аналогічні плями камуфляжу ERDL. Візерунок Woodland було збільшено, а форму самих плям дещо змінено, щоб зробити їх менш правильними. Частину плям з попереднього шаблону було вилучено з візерунка Woodland, оскільки через збільшення розмірів вони більше не підходили до стандартної ширини рулону тканини. Візерунок камуфляжу не повторюється горизонтально по ширині рулону, і дублюється лише вертикально по довжині рулону. Шаблон візерунка був офіційно прийнятий у 1981 році.
Збільшення плям візерунка було здійснене для того, щоб зробити камуфляж більш ефективним на відстані, уникаючи «злиття» плям в один контур, коли менші кольорові області зливаються у більші форми. Це також додало візерунку більшої контрастності, завдяки чому він чіткіше виділявся на близькій відстані, що зменшувало ефект камуфляжу і, відповідно — знижувало ризик «дружнього вогню». Камуфляжні цифрові (піксельні) візерунки й камуфляж Flecktarn розв'язують цю проблему, використовуючи різні розміри плям, що дозволяє досягти однакового ефекту незалежно від відстані.
Ці зміни відображали зміщення тактичного фокусу збройних сил Сполучених Штатів з війни на надзвичайно близькій відстані, як-от у Південному В'єтнамі, на більш віддалену, наприклад, на полях Європи.
У 2004 році на заміну камуфляжу M81 Woodland (а також трьохколірному пустельному камуфляжу DCU) був представлений новий камуфляж UCP, який переміг під час тестувань шаблон камуфляжу MultiCam. Планувалось, що UCP повинен був бути універсальним камуфляжем для лісових, пустельних і міських умов, але надалі військовий досвід в Афганістані не підтвердив цих сподівань.

## Використання

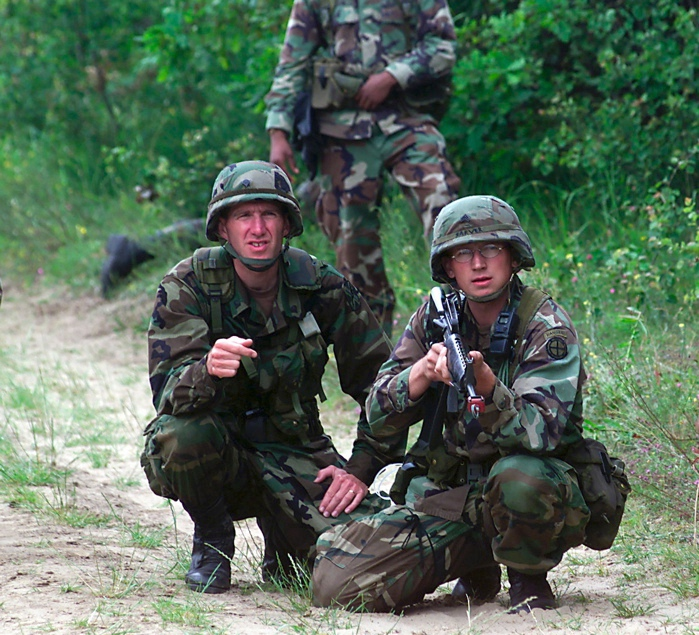
Національні гвардійці армії США на навчаннях у 2000 році в шоломах Woodland BDU та PASGT

### Армія США
В армії США бойову форму з візерунком Woodland було у 2004 році замінено на піксельний універсальний камуфляж (UCP). Надалі універсальний камуфляж (UCP) у 2015—2019 роках був замінений на оперативний камуфляж (OCP). Проте візерунок Woodland все ще використовується на костюмах MOPP і деяких старих моделях бронежилетів, які ще не вийшли з експлуатації, наприклад на жилетах PASGT і Interceptor Body Armor.

### ВМС США
ВМС США більше не використовують візерунок Woodland. Більшість військово-морських сил перейшли на робочу форму військово-морського флоту, яка використовує цифрові візерунки або в кольорах лісу (NWU Тип III), або, лише для деяких розгорнутих тактичних підрозділів, у пустельній версії (Тип II).

### Морська піхота США
Корпус морської піхоти поступово припинив використання камуфляжу Woodland у 2002 році з появою цифрової військової уніформи морської піхоти MARPAT, хоча у 2011 році її знову запровадили для Командування спеціальних операцій Корпусу морської піхоти Сполучених Штатів, і її також носили Сили MARSOC у війні в Афганістані.

### ВПС США
Військово-повітряні сили поступово відмовилися від бойової уніформи з лісовим візерунком у 2011 році, коли вони перейшли до бойової уніформи льотчика (ABU), яка використовувала піксельну версію візерунка в смугу тигра. Його, своєю чергою, до 2021 року замінив армійський оперативний камуфляж (OCP). Цивільний повітряний патруль, допоміжний цивільний підрозділ ВПС США, також використовував однострій BDU з камуфляжем Woodland до припинення виробництва 15 червня 2021 року.

### Сили оборони держави
Кілька державних сил оборони використовують камуфляж Woodland на своїх одностроях BDU. Члени Сил оборони Вірджинії носять версію армійського бойового однострою (ACU) з камуфляжем Woodland. Шаблон також використовується в поліцейських департаментах, таких як поліція штату Род-Айленд.

## Інші користувачі

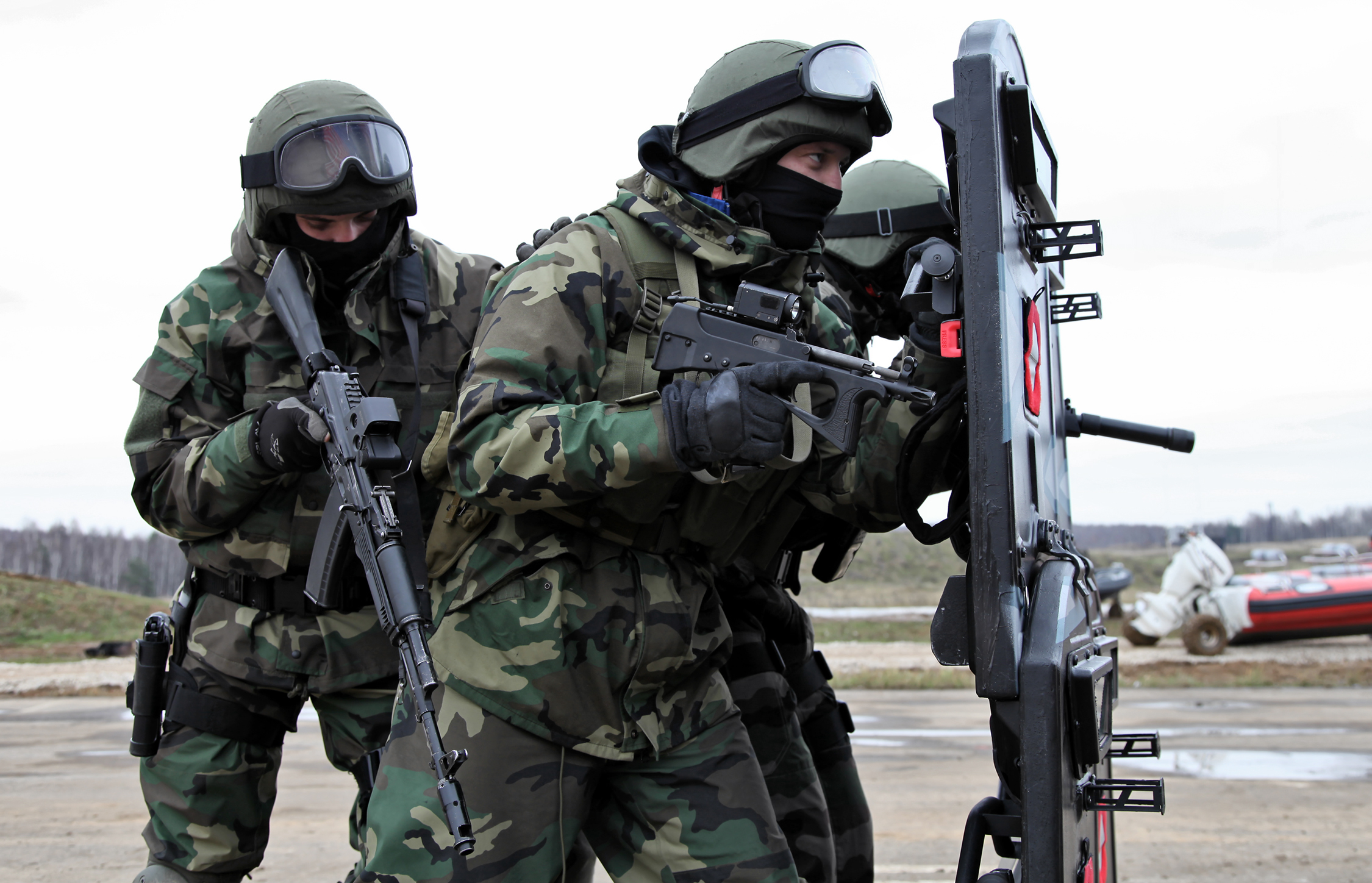
Російські внутрішні війська у камуфляжі «Лес», схожий на камуфляж «Woodland»

- Австралія: використовувався протягом 1990-х і 2000-х років.
- Азербайджан: використовує виготовлену в Туреччині уніформу з камуфляжем Woodland з 2000-12 років[14].
- Аргентина: копії камуфляжу Woodland використовувались для аргентинської армії[15].
- Бангладеш: використовує уніформу з камуфляжем Woodland зі світло-жовтими плямами[16].
- Багамські острови;
- Бенін;
- Болівія;
- Боснія і Герцеговина: Республіка Сербська використовує камуфляж для своїх антитерористичних підрозділів[17].
- Бутан[18];
- Венесуела;
- В'єтнам[19];
- Вірменія: використовується виготовлена в США форма з камуфляжем Вудленд[20].
- Гаїті: використовувався Національною поліцією Гаїті.[21]
- Гамбія;
- Гватемала;
- Грузія: колишній стандартний камуфляж Збройних сил Грузії, замінений у 2007 році.[22]
- Греція: використовується Командуванням підводних підривних робіт.[23]
- Гондурас;
- Гонконг: використовується тактичним підрозділом Гонконгської поліції (SDU).
- Ірак: використовувався реформованими після 2003 року іракськими військовими.[24][25]
- Ізраїль: використовується ізраїльськими військовими в неофіційному форматі.[26]
- Йорданія;
- Джибуті;
- Домініканська республіка;
- Еквадор;
- Еритрея;
- Естонія[27];
- Ефіопія;
- Єгипет;
- Камбоджа: використовує виготовлену в Камбоджі уніформу з камуфляжем Woodland[28].
- Канада: раніше використовувався збройними силами Канади як камуфляж для шоломів M1 Helmet (як для регулярних, так і для паравійськових підрозділів), а також шоломів PASGT Helmet та Spectra Helmet[29]. Шаблон візерунка був повністю виведений з використання і замінений на CADPAT до середини 2000-х років.[29] Камуфляж шоломів, а також уніформа (як у колишніх американських BDU) і ремінне спорядження все ще можна побачити на тренуваннях OPFOR за зразком Woodland.
- Китай;
- Колумбія[22];
- Республіка Конго;
- Демократична Республіка Конго;
- Коста-Рика;
- Кот-д'Івуар;
- Кіпр: використовується спецпризначенцями Кіпру[30].
- Косово: використовується Силам безпеки Косова.[джерело?]
- Киргизстан: візерунки Woodland азійського виробництва використовуються в киргизькій армії.[31]
- Кувейт: використовується Національною гвардією Кувейту.
- Латвія: використовувалась Сухопутними військами Латвії з 1992 по 2007 рік, коли був випущений камуфляж M07 LATPAT[32][33].
- Ліван: використовувася до 2017 року, коли був замінений на камуфляж OCP.
- Литва[34];
- Люксембург[35][36];
- Малайзія: клони камуфляжу використовуються командос PASKAL[37].
- Мексика[22];
- Молдова: використовується молдовською армією.
- Нігерія: використовувались нігерійськими військовими, поки не були замінені на М14.[38]
- Нідерланди: використовується Королівською морською піхотою Нідерландів, більшість камуфляжів Woodland замінені на фрактальний камуфляж голландського виробництва.[39]
- Перу;
- Північна Корея: за наявними даними, використовується північнокорейськими солдатами, дислокованими в демілітаризованій зоні з 2010 року.[40]
- Північна Македонія: використовувався деякими підрозділами в минулому, сьогодні використовується лише для тренувань.
- Південна Корея: Збройні сили республіки Корея використовували камуфляж в 1990—2011 роках.
- Росія: підрозділи МВС Росії, такі як внутрішні війська, а також спецназ ГРУ Росії використовують схожі камуфляжі — «комплект камуфляжного обмундирования» (ККО) та «Лес»[41][42].
- Сальвадор[22];
- Саудівська Аравія: використовується королівськими повітряними силами Саудівської Аравії.
- Сент-Кіттс і Невіс: використовується збройними силами Сент-Кіттса і Невіса.
- Сомалі;
- Сирія: армія Сирії використовувала копію камуфляжу місцевого виробництва[43].
- США: колишній стандартний зразок камуфляжної форми для всіх підрозділів Збройних сил США. На державному рівні його використовують декілька державних сил оборони.[44]
- Тайвань;
- Таїланд;
- Тонга[22];
- Туреччина[22];
- Україна: однострої з камуфляжем Woodland в блакитному виконанні використовувались підрозділами МВС «Беркут»[45]. Державна прикордонна служба використовує «зелений» варіант камуфляжу Woodland[45].
- Уругвай: використовується армією і повітряними силами.
- Філіппіни;
- Фіджі: камуфляж Woodland використовується окремими військовими підрозділами Фіджі[46].
- ФРН: використовується Kampfschwimmer.
- Хорватія[47][48];
- Чад;
- Чилі[22];
- Чорногорія: використовується Чорногорським спеціальним антитерористичним підрозділом.[49]
- Шрі-Ланка;
- Ямайка.